# نوباء مدارية
نوباء مدارية (الاسم العلمي: Alternaria tropica) هو نوع من الفطريات يتبع جنس النوباء من الفصيلة البوغيانية.